# Russische Anthropologische Gesellschaft
Die Russische Anthropologische Gesellschaft (russisch Русское антропологическое общество Russkoje antropologitscheskoje obschtschestwo, wissenschaftliche Transliteration Russkoe antropologičeskoe obščestvo) war eine wissenschaftliche Gesellschaft der Kaiserlichen Universität in St. Petersburg.

## Geschichte
Die Gesellschaft wurde 1888 gegründet, mit Professor A. A. Inostranzew als erstem Vorsitzenden.
Das Ziel der Russischen Anthropologischen Gesellschaft war das Studium des Menschengeschlechts (человеческих рас tschelowetscheskich ras „der menschlichen Rasse“), insbesondere innerhalb der russischen Bevölkerung, sowie die Durchführung ethnographischer und archäologischer Forschungen, die Anlegung anthropologischer und archäologischer Sammlungen und die Popularisierung und Verbreitung anthropologischen Wissens. Die Gesellschaft veröffentlichte ihre Arbeiten in Sitzungsprotokollen (Протоколы Protokoly; 8 Ausgaben für 1888–1897 und 2 Ausgaben für 1901–1912) und Jahrbüchern (Ежегодники Jeschewodniki; 6 Bände für 1905–1916).
Ab 1917 führte die Gesellschaft aufgrund der militärischen und politischen Situation in Russland keine wissenschaftliche Arbeit mehr durch. In den frühen 1920er Jahren fusionierte die Russische Anthropologische Gesellschaft mit der Medizinisch-anthropologischen Gesellschaft (Медико-антропологическое общество Mediko-antropologitscheskoje obschtschestwo, wissenschaftliche Transliteration Mediko-antropologičeskoe obščestvo) der Militärmedizinischen Akademie.

## Publikationsreihen
- Sitzungsprotokolle der Russischen Anthropologischen Gesellschaft (Протоколы)
- Jahrbuch der Russischen Anthropologischen Gesellschaft (Ежегодники)